# Ревучі сорокові

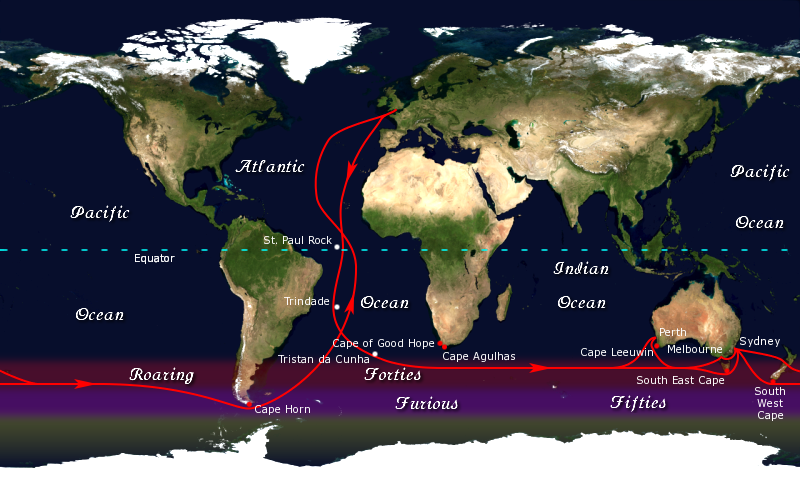
«Маршрут кліпера», яким прямували кораблі, курсуючи між Англією і Австралією

Ревучі сорокові (англ. Roaring Forties) — традиційна назва сорокових широт південної півкулі, для яких характерні сильні західні вітри і шторми.
Через відсутність гальмування повітряних мас суходолом, вітри особливо потужні в південній області Індійського океану (сучасний Південний океан).
Вітри ревучих сорокових відігравали провідну роль у «маршруті кліпера» (між Англією та Австралією). Ці вітри, імовірно, були вперше визначенні голландським моряком Хендриком Браувером 1610 року як спосіб швидкого пересування Індійським океаном до Джакарти. У часи «вітрильників» багато мандрівників прокладали свої маршрути через ці території задля того, щоб прискорити рух.